# Vanak

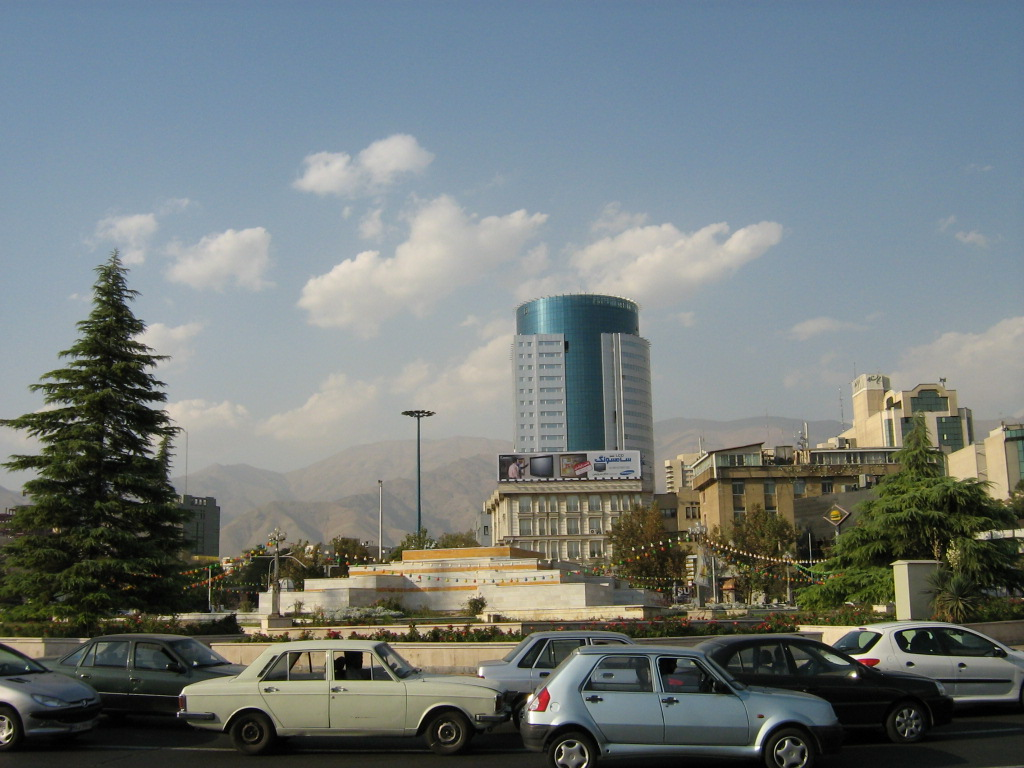
Der Vanak-Platz

Vanak (persisch ونک Wanak) ist ein Stadtteil im Norden von Teheran. Der Name bedeutet Kleine Eiche und geht auf den Namen des Dorfes zurück, das vor dessen Einverleibung hier existierte und in dessen Nähe eine armenische Gemeinde lebt.
Unter Reza Schah Pahlavi wurde in Vanak in den 1930er Jahren eine Gasmasken-Fabrik namens Fabrik Nr. 5 errichtet. Vanak ist heute ein wohlhabendes Viertel mit hohen Geschäfts- und Wohnkomplexen, einem Golfplatz, Cafés und Einkaufszentren. Das größte armenische Sportcenter, der Ararat-Sportkomplex, und ein Zurchaneh befinden sich ebenfalls dort, und bis 1995 auch ein Freizeitpark mit Namen Schahr-e Bāzi (ehemals Funfair). Hier befindet sich auch die 1856 erbaute armenisch-apostolische St.-Minas-Kirche.
Der gleichnamige Platz Meydān-e Vanak („Vanak-Platz“), an dem sich auch das Gebäude des etwa für Ehescheidungen zuständigen Familiengerichts befindet, ist ein wichtiger Knotenpunkt der Stadt, von dem aus mehrere Autobahnen wie die Jahān-e Kudak und die Mollā Sadrā abgehen. Auch die Valiasr-Straße führt über den Platz. (Lage)
Das Grab eines früheren Premierministers, Mostofi al-Mamalek, befindet sich ebenfalls in diesem Stadtteil.